# Бюсе-ле-Жи
Бюсе́-ле-Жи (фр. Bucey-lès-Gy) — коммуна во Франции, находится в регионе Франш-Конте. Департамент — Верхняя Сона. Входит в состав кантона Жи. Округ коммуны — Везуль.
Код INSEE коммуны — 70104.

## География
Коммуна расположена приблизительно в 310 км к юго-востоку от Парижа, в 25 км северо-западнее Безансона, в 33 км к юго-западу от Везуля.

## Население
Население коммуны на 2010 год составляло 649 человек.
| 1962 | 1968 | 1975 | 1982 | 1990 | 1999 | 2010 |
| ---- | ---- | ---- | ---- | ---- | ---- | ---- |
| 658  | 623  | 572  | 581  | 583  | 593  | 649  |

## Администрация
| Период | Период | Фамилия        | Партия       | Примечания |
| ------ | ------ | -------------- | ------------ | ---------- |
| 1975   | 2001   | Поль Шевье     | Разные левые | фермер     |
| 2001   | 2003   | Бернар Клад    |              |            |
| 2003   | 2008   | Паскаль Пульно |              |            |
| 2008   | 2014   | Эмиль Не       |              | сафьянщик  |

## Экономика
В 2010 году среди 411 человек трудоспособного возраста (15—64 лет) 309 были экономически активными, 102 — неактивными (показатель активности — 75,2 %, в 1999 году было 72,2 %). Из 309 активных жителей работали 279 человек (158 мужчин и 121 женщины), безработными было 30 (14 мужчин и 16 женщин). Среди 102 неактивных 27 человек были учениками или студентами, 44 — пенсионерами, 31 были неактивными по другим причинам.

## Достопримечательности
- Церковь Св. Мартина (XIV век). Исторический памятник с 1980 года[3]
- Дом приходского священника (1860 год). Исторический памятник с 2007 года[4]
- Здание мэрии и общественной прачечной (XIX век). Исторический памятник с 1975 года[5]

## Фотогалерея

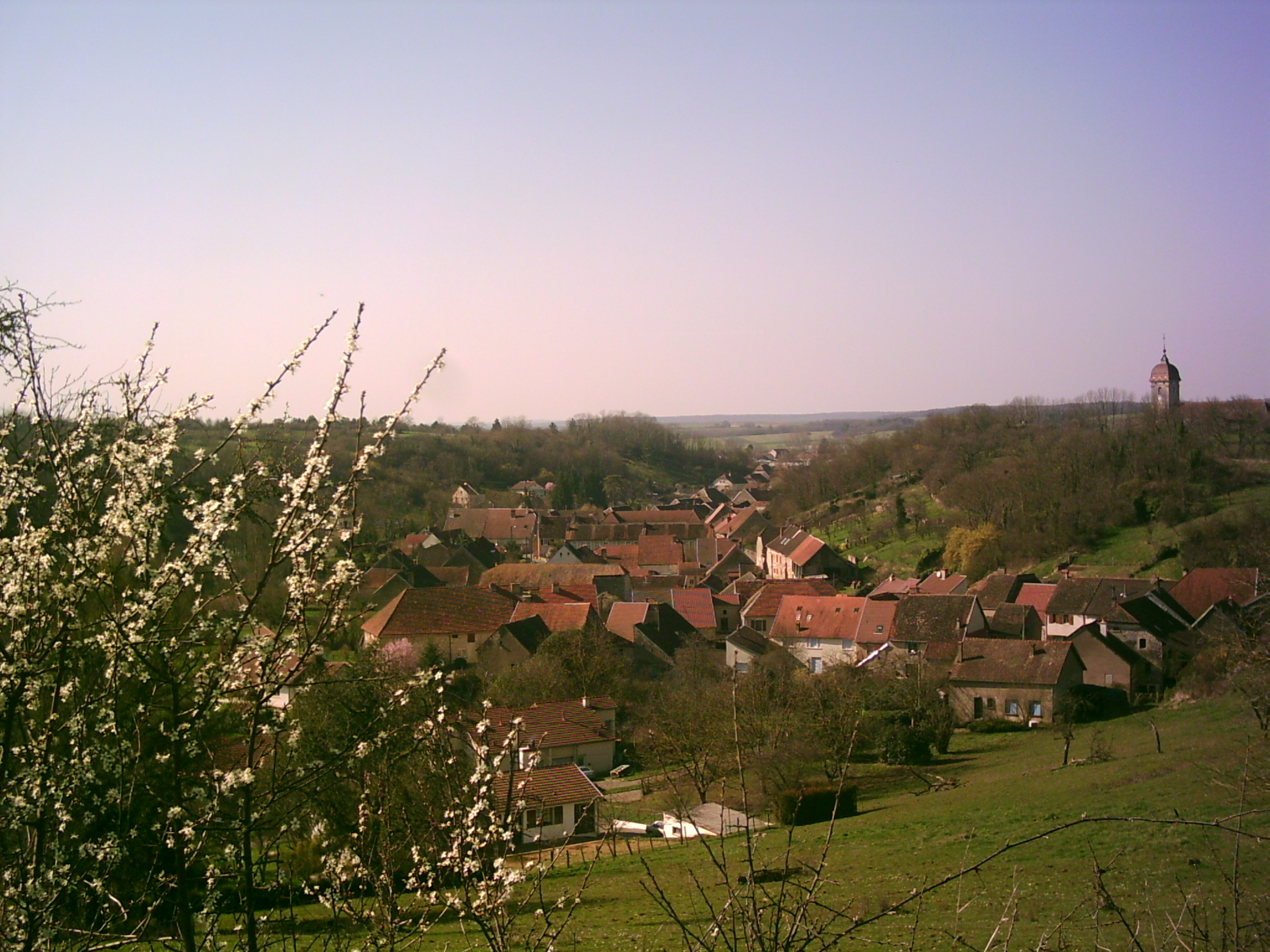
Бюсе-ле-Жи
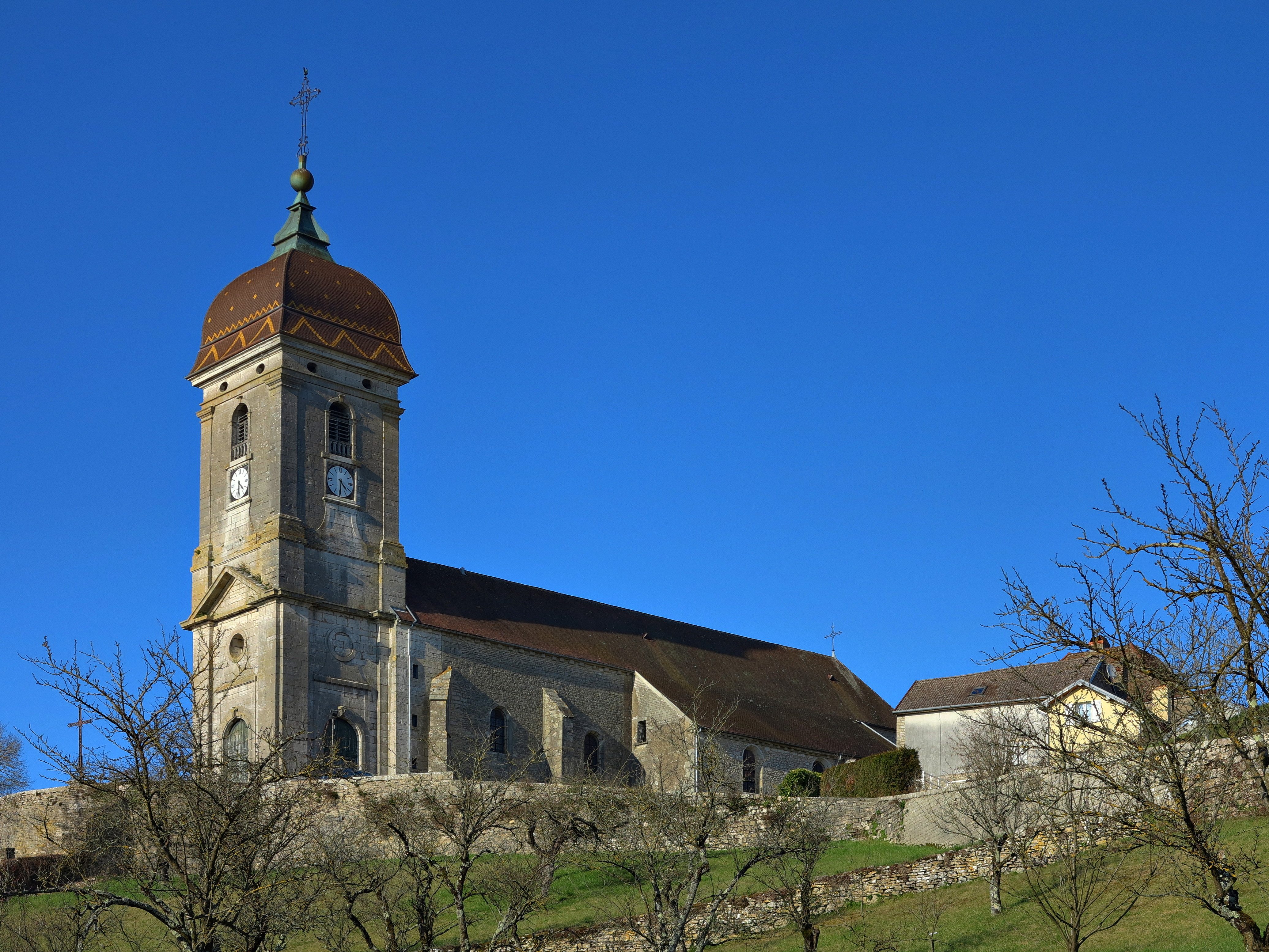
Церковь Св. Мартина
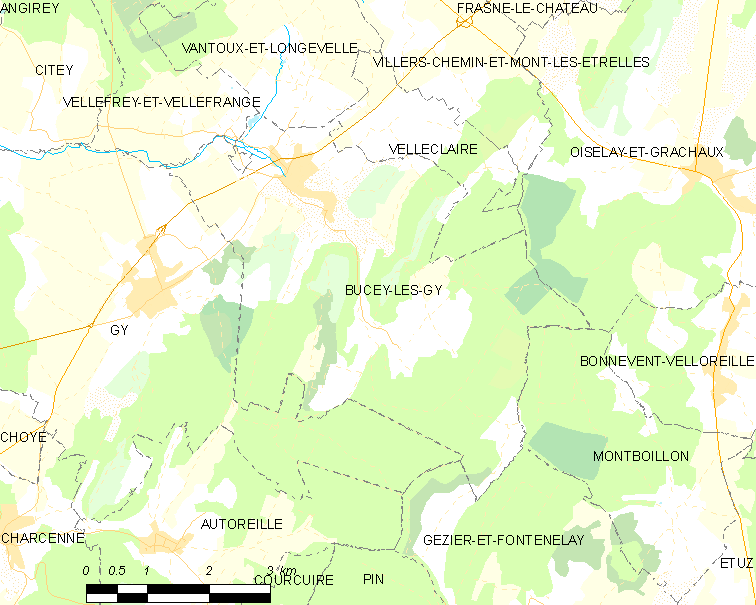
Карта коммуны